# Normas Nonnullas
Normas Nonnullas (en latin, « Certaines normes ») sont les premiers mots d'une lettre apostolique, sous forme de motu proprio, rédigée le 22 février 2013 par le pape Benoît XVI et publiée le 25, dont l'objet est de modifier certains points dans les normes relatives à l'élection du Pontife Romain.

## Contenu du document
Aucun cardinal ne peut être exclu du conclave pour quelque raison que ce soit.
La Constitution apostolique Universi Dominici Gregis dispose qu'un conclave doit s'ouvrir entre quinze et vingt jours après la mort du pape, mais, en raison de la situation particulière de sa renonciation, Benoît XVI laisse aux cardinaux la possibilité d'avancer cette date sous réserve que la décision soit prise en présence de l'ensemble des cardinaux électeurs lors de la congrégation générale. Cependant, l'élection doit commencer avec les cardinaux électeurs présents dès le 21e jour de la vacance du siège apostolique.
Le plus grand secret est requis dans l'enceinte de la chapelle Sixtine, où se déroule l'élection, de la résidence Sainte-Marthe, où sont logés les cardinaux, et dans les lieux où peuvent avoir lieu des célébrations liturgiques. Lors des trajets, tout contact des électeurs avec des personnes extérieures est rigoureusement interdit. En cas de manquement, l'excommunication immédiate sera prononcée.